# Fluoryzacja zębów
Fluoryzacja zębów – zabieg profilaktyki zdrowotnej polegający na systematycznym stosowaniu związków fluoru w celach zapobiegania próchnicy zębów. Pierwiastek ten zwiększa bowiem odporność szkliwa na rozpuszczanie pod wpływem kwasów, a także umożliwia remineralizację drobnych uszkodzeń. Najbezpieczniejszą i zarazem najpowszechniejszą metodą bezkontaktową jest ściśle kontrolowane fluorowanie wody wodociągowej (w umiarkowanej strefie klimatycznej dawka wynosi 1–1,2 ppm/l). W Polsce używa się do tego celu fluorokrzemianu sodu. Proces ten obniża zapadalność na próchnicę u dzieci o 50–70%. Inną, mniej powszechną, metodą jest stosowanie wzbogaconej fluorem soli kuchennej.
Metodą kontaktową jest natomiast szczotkowanie, wcieranie lub płukanie powierzchni zębów środkami (np. specjalnymi pastami) zawierającymi fluor, najczęściej w postaci związków organicznych (głównie aminofluorków).